# Église San Vito in Pasquirolo
San Vito in Pasquirolo est une petite église située dans le centre de Milan. 
Elle est édifiée Largo Corsia dei Servi 4 et construite sur la zone du frigidarium des thermes d'Hercule (it), dont quelques modestes vestiges sont conservés à côté de l'église.

## Historique
L'église a été construite après 1621 dans le style maniériste tardif par Giovanni Pietro Orobono ; le portail a été conçu par le Genovesino (it) en 1626-1627. Aujourd'hui, San Vito al Pasquirolo se situe au centre d'un centre chaotique qui, n'a plus rien à voir avec la pelouse du "petit pâturage" (pasquirolo) dont la région a pris son nom. Après être restée fermée trente ans, l'église a été récemment restaurée et rouverte en 2015 et abrite aujourd'hui une communauté orthodoxe russe (patriarcat de Moscou).

## Architecture
La façade baroque est divisée en deux bandes horizontales surmontées par un fronton triangulaire. Le portail, au centre de la bande inférieure, a un petit protiro avec un tympan soutenu par des colonnes. L'intérieur, à nef unique avec chapelles latérales, est décoré avec une élégante sobriété par des stucs et des fresques (ces dernières sont dans un état de conservation médiocre mais restaurées) par les frères Fiammenghini. Le maître-autel baroque, situé dans l'absidiole, a récemment été démembré et le retable a été retiré pour faire place à des icônes orthodoxes. Les deux toiles latérales qui complétaient l'édicule latéral ont également été retirées de leur emplacement d'origine.

## Illustrations

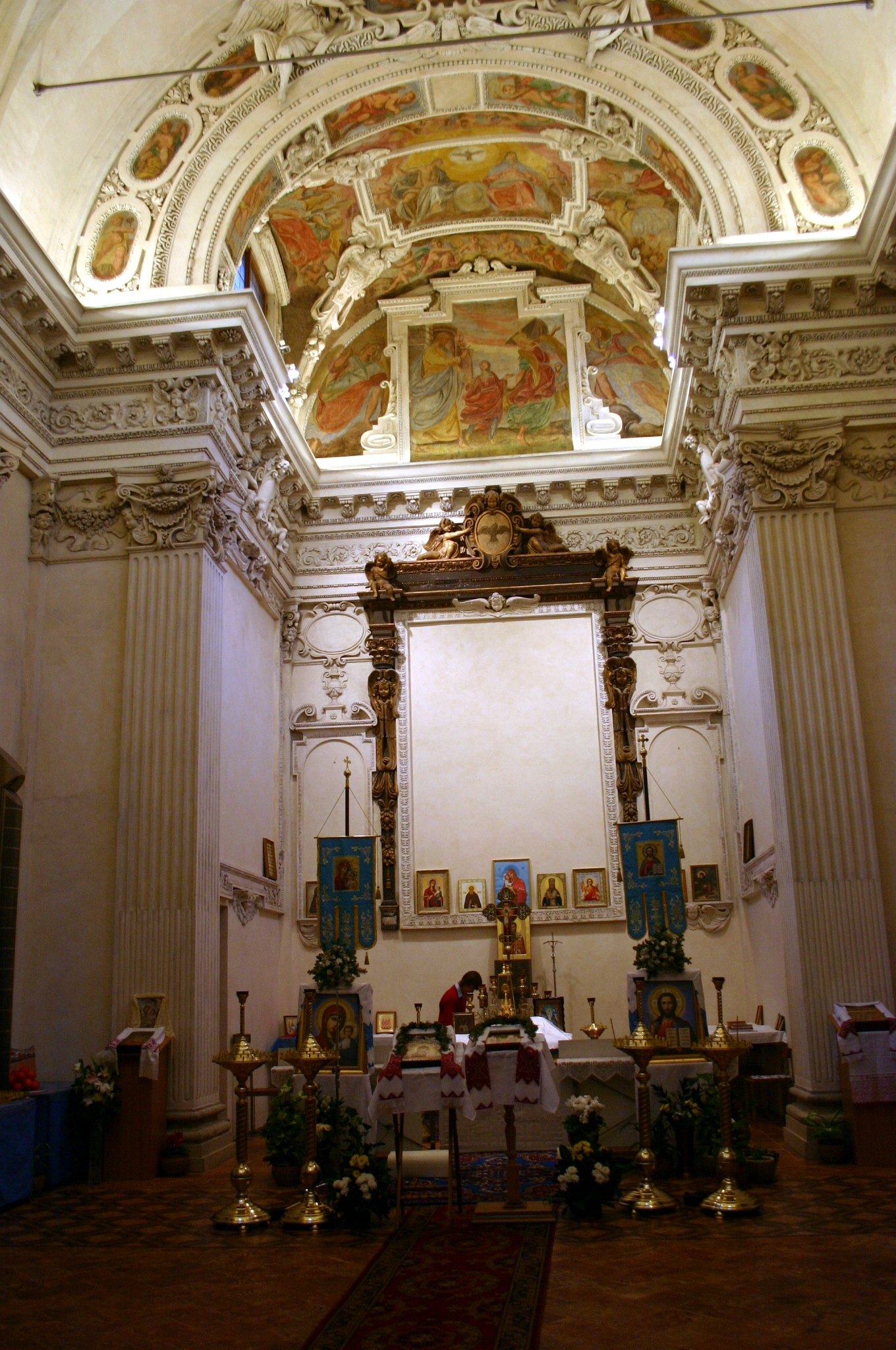
Vue de l'abside avec les icones orthodoxes.